# Nancheng
För andra betydelser, se Nancheng (olika betydelser).
Nancheng är ett härad som lyder under Fuzhous stad på prefekturnivå i Jiangxi-provinsen i sydöstra Kina. Det ligger omkring 150 kilometer sydost om provinshuvudstaden Nanchang.